# جيمس بوين
جيمس بوين (بالإنجليزية: James Bowen) (4 فبراير 1996 بوستر في المملكة المتحدة - ) هو لاعب كرة قدم بريطاني في مركز الدفاع. لعب مع Hereford F.C. ‏ ونادي غلوستر سيتي ونادي تشيلتنهام تاون لكرة القدم وBishop's Cleeve F.C. ‏ وEvesham United F.C. ‏.

## وصلات خارجية
- جيمس بوين على موقع قاعدة بيانات كرة القدم.إي يو (الإنجليزية)
- جيمس بوين على موقع Soccerbase.com (لاعب) (الإنجليزية)
- جيمس بوين على موقع Soccerway.com (الإنجليزية)